# ドリン・シモンズ
ドリン・シルビア・シモンズ (Doreen Sylvia Simmons　旧姓 クラーク。1932年5月29日-2018年4月23日) はイギリスの相撲解説者。1973年に日本に移住した後、相撲の専門家となり、相撲の英語放送提供のため、1992年にNHKに雇用された。2017年、旭日章を受章した。

## 初期の人生
イングランドノッティンガムに 、公務員と小売店店長の娘として誕生した。 ムンデラグラマースクールに通い、そこでは合唱団に入っていた。 十代のころは、熱心な クリケットファンであり、毎週土曜日には、トレントブリッジのクリケット場を訪れていた。
1950年から1954年まで、ケンブリッジ大学ガートンカレッジとヒューズホールで、神学と古典を学んだ。

## キャリア
大学卒業後、 ラテン語とギリシャ語の教師となった。1960年代の多くを、シンガポールの英国陸軍学校で指導して過ごし、そこで結婚した。 1968年、彼女は、日本の地方部の農場に3か月滞在し、初めてテレビで大相撲大阪場所を観戦した。 英国帰国後は、古典の教鞭をとるとともにテレビシリーズ「マスターマインド」の第一シーズンに参加し、教育ポストを確保して1973年9月に日本に戻ることを決意するまでには前回の来日から5年が経過していた。
彼女は、東京神田神保町の国際語学センターに務め 、フォーリンプレスセンターにも加入し、また外務省の報道発表の翻訳を編集も行っていた。また衆議院、参議院及び国立国会図書館で英文のネイティブチェックにも携わった。

### 相撲の解説
シモンズが、最初に相撲への関心を高めたのはフォーリンプレスセンターで働いていた時のことだった。
1974年1月に、初めて相撲を生観戦し、東京、大阪、名古屋の場所に定期的に通うようになった。 1983年から、『Kansai Time Out（関西タイムアウト）』に隔月で相撲コラムを連載し、1987年からは『Sumo World』誌の寄稿者となった。 1985年には、1979年にパトリシア・カイラーが出版したSumo:From Rite to Sportを改訂した。 1992年に、NHKで開始された相撲の英語放送の解説者となった。シモンズは、相撲よりも野球に詳しいNHKの実況担当を専門的な知識で補足するために雇われたのである。 2017年に、NHKでの解説25周年を迎え、相撲への貢献を認められて、旭日双光章を受章した。  彼女は、相撲の中心地両国にほど近い、東京墨田区に暮らした。 出羽海部屋の20年以上にわたる支援者であり 、多くの力士や親方と親交を深めた。

## その他の関心
シモンズは、東京英国大使館の合唱団に加入していた。 東京インターナショナルプレーヤーズの舞台にも立った。 彼女は、パーカッショニストでもあり、 バウロンやジャンべを演奏した。 1980年に、日本アジア協会（the Asiatic Society of Japan: ASJ）の一員となり、その後数年にわたり、ASJの評議員を務めた。 68歳の時にオーストラリアにバンジージャンプ をしに行き、Habitat for Humanityのボランティアに訪れていたモンゴルで71回目の誕生日を迎えた。  

## 個人の生活
ボブ・シモンズと結婚したが、のちに離婚しており、子どもはいない。
シモンズは、2018年4月23日に東京の自宅で亡くなった。